# یواس‌اس دیزی آرچر (آی‌دی-۱۲۸۳)
یواس‌اس دیزی آرچر (آی‌دی-۱۲۸۳) (به انگلیسی: USS Daisy Archer (ID-1283)) یک کشتی بود.